# Eubelum ubangium
Eubelum ubangium är en kräftdjursart som först beskrevs av Karl Wilhelm Verhoeff 1942.  Eubelum ubangium ingår i släktet Eubelum och familjen Eubelidae. Inga underarter finns listade i Catalogue of Life.